# Epidendrum pachytepalum
Epidendrum pachytepalum là một loài thực vật có hoa trong họ Lan. Loài này được Hágsater & E.Santiago mô tả khoa học đầu tiên năm 2006.